# Burcht Ardeck
De Burcht Ardeck (Duits: Burg Ardeck) is de ruïne van een laatmiddeleeuwse hoogteburcht op een heuvel 157 m boven NN aan de Aar bij de plaats Holzheim, in de Rhein-Lahn-Kreis, in de Duitse deelstaat Rijnland-Palts.

## Geschiedenis
De burcht was in de middeleeuwen een landsburcht van het graafschap Diez en wordt voor het eerst vermeld in een kroniek van Tilemann Elhen von Wolfhagen uit 1395. Waarschijnlijk diende de verhoudingsgewijs kleine burcht als grensvesting tegen het graafschap Katzenelnbogen. Als bouwheer geldt graaf Adolf I van Nassau-Siegen.
Vanaf 1467 was de burcht de residentie van de familie van Dietrich von Diez, die de burcht in dat jaar van de graven van Diez in leen ontvingen. De familie bezat het erfelijk ambt van maarschalk van het graafschap Diez. Belening van de burcht aan leden van de familie zijn nawijsbaar in de jaren 1487, 1589 en 1624.
Na het uitsterven van de familie von Diez in 1727 werd de burcht niet meer bewoond en raakte het in verval. Reeds in aantekeningen uit het jaar 1740 wordt de burcht beschreven als volledig vervallen. De ruïne is sinds 10 juli 1986 eigendom van de gemeente Holzheim.

## Beschrijving van de burcht
Van de voormalige burcht zijn resten van de ruwweg rechthoekige ringmuren die de binnenhof omsluit behouden, evenals de ruïnes van de donjon. Deze 21 meter hoge, met slechts een omtrek van ongeveer vijf meter, vijf verdiepingen tellende donjon, heeft echter geen trap, zodat een beklimming niet mogelijk is.
In een publicatie uit 1898 staat de volgende beschrijving van de burcht: “Gebouw van basalt uit een steengroeve, met bogen en gewelven van leisteen. Gebouwd in een onregelmatige langwerpige vorm op de top van een basaltheuvel. De omvattende muren zijn, samen met de uit de zuidwestelijke hoek uitstekende ronde donjon, grotendeels bewaard gebleven. Aan de uiteinden van de oostelijke smalle kant een ronde en een zeshoekige hoektoren, beide half verwoest. Naast deze laatste, in een verzonken hoek van de zuidoostelijke hoek, de spitsboogvormige poort, met daarboven een kleine, naar beneden open portiek om kokend pek over aanvallers te gieten. Daarnaast bevindt zich op de binnenplaats het begin van een rechte trap die leidt naar de zeshoekige toren en naar de kantelen, die uitkragend zijn door een ronde fries. Aan de noordkant van het kasteel, binnenin, zijn er vier grote spitsboogpanelen met onregelmatig geplaatste vensters. Naast de donjon op de binnenplaats bevindt zich een kelder met een rond tongewelf. Boven de tweede verdieping van de donjon een kruisgewelf, boven de bovenste verdieping ook een gewelf en een ronde fries.”

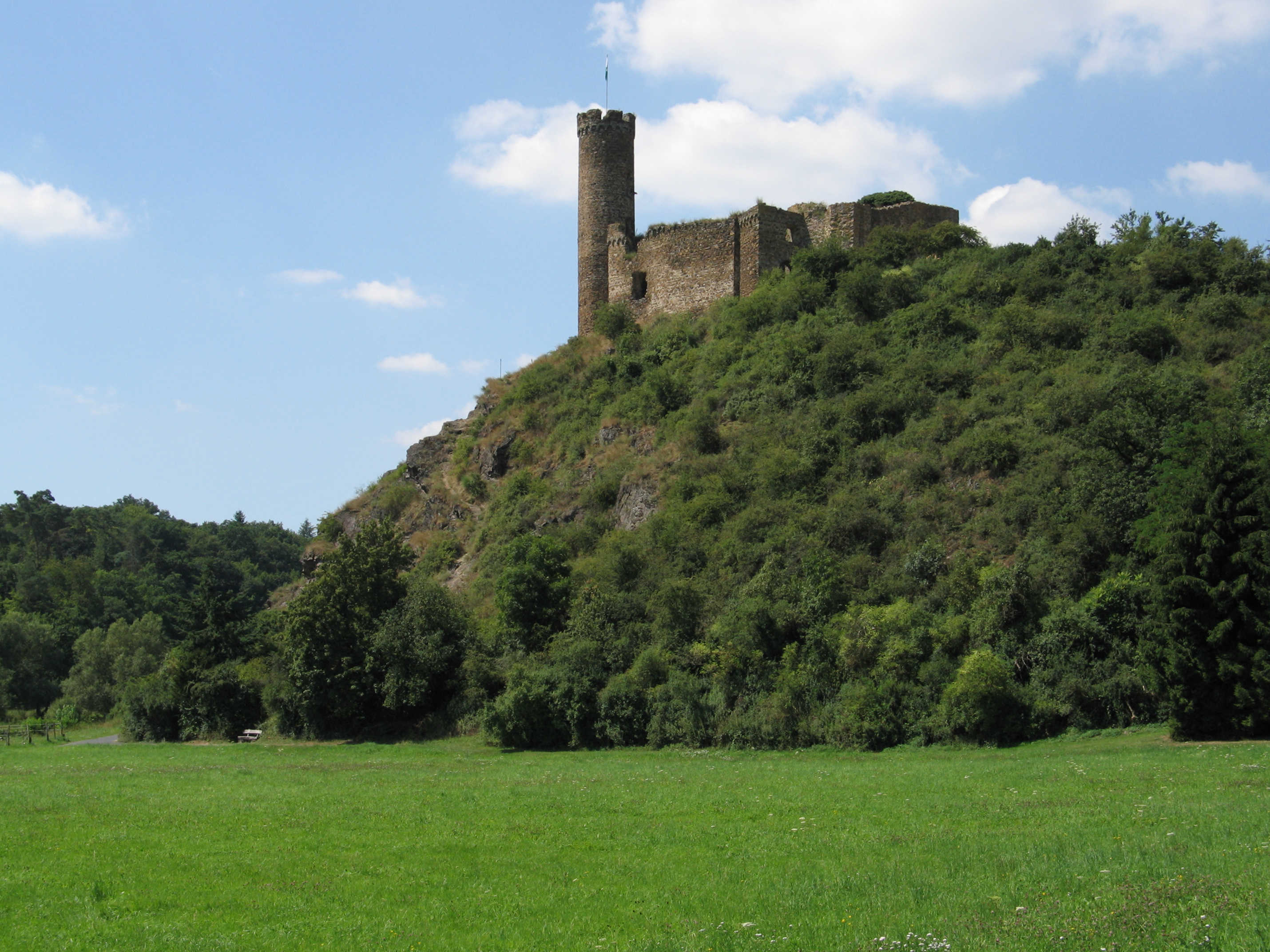
Zicht op de burcht vanuit het oosten
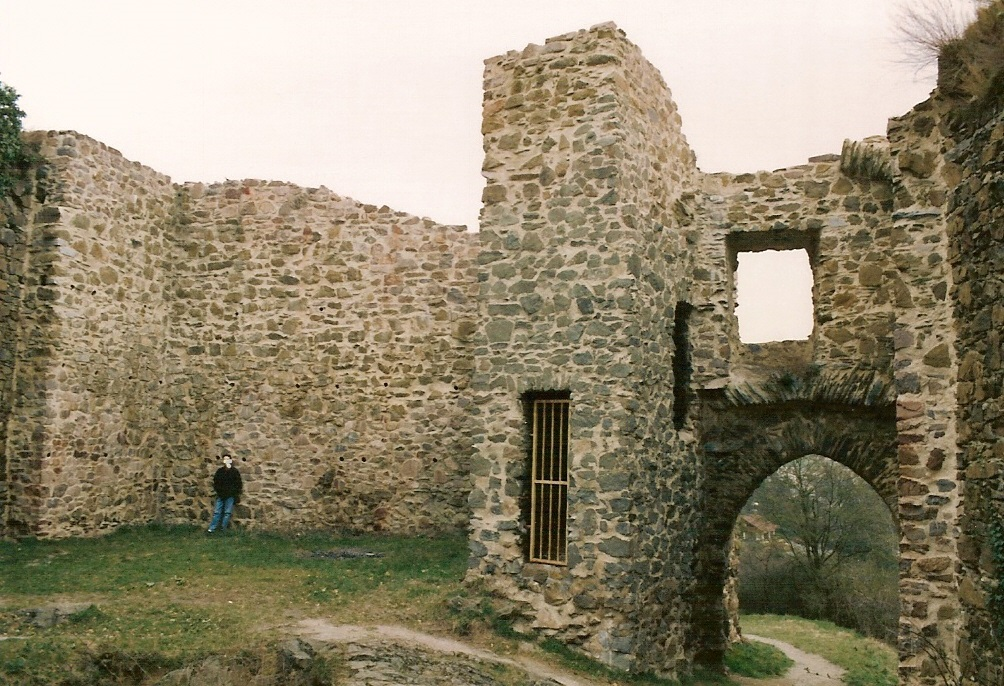
Zicht op de ringmuur en de poort vanaf de binnenhof
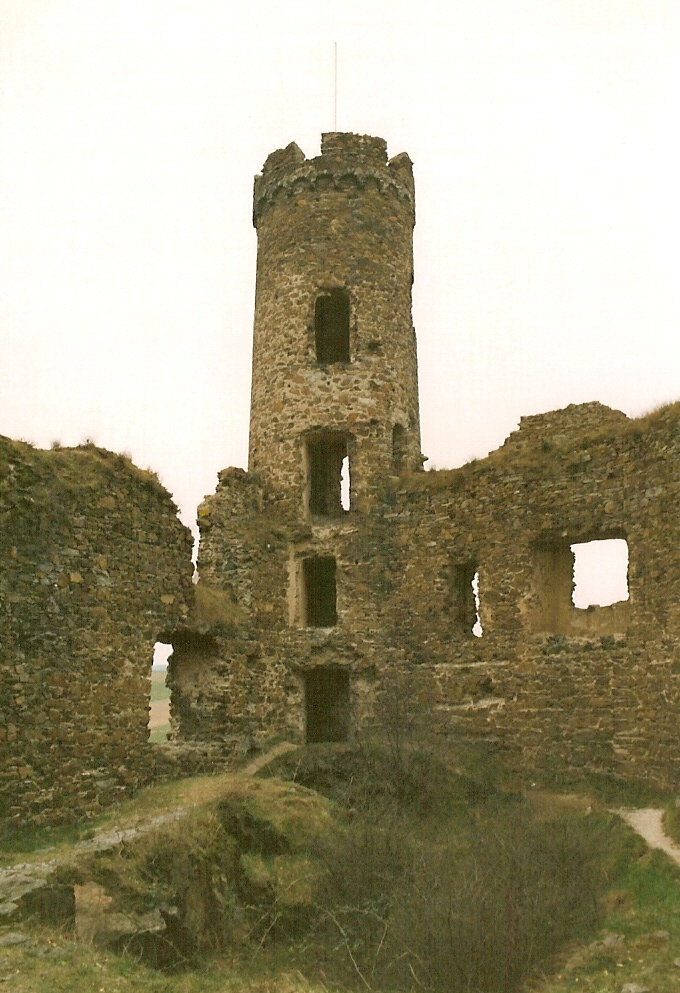
Zicht op de donjon vanaf de binnenhof

## Gebruik van de naam
De in 1872 gescheiden echtgenote van landgraaf Willem van Hessen-Philippsthal-Barchfeld, Marie van Hanau-Hořowitz, verkreeg op 28 juli 1876 van koning Wilhelm I van Pruisen voor haar en haar kinderen de titel Prinz(essin) von Ardeck met het predicaat Doorluchtige Hoogheid; met Luise prinses zur Lippe née prinses von Ardeck (1868-1959) stierf dit adellijke geslacht uit.